# Anergia delle cellule endoteliali

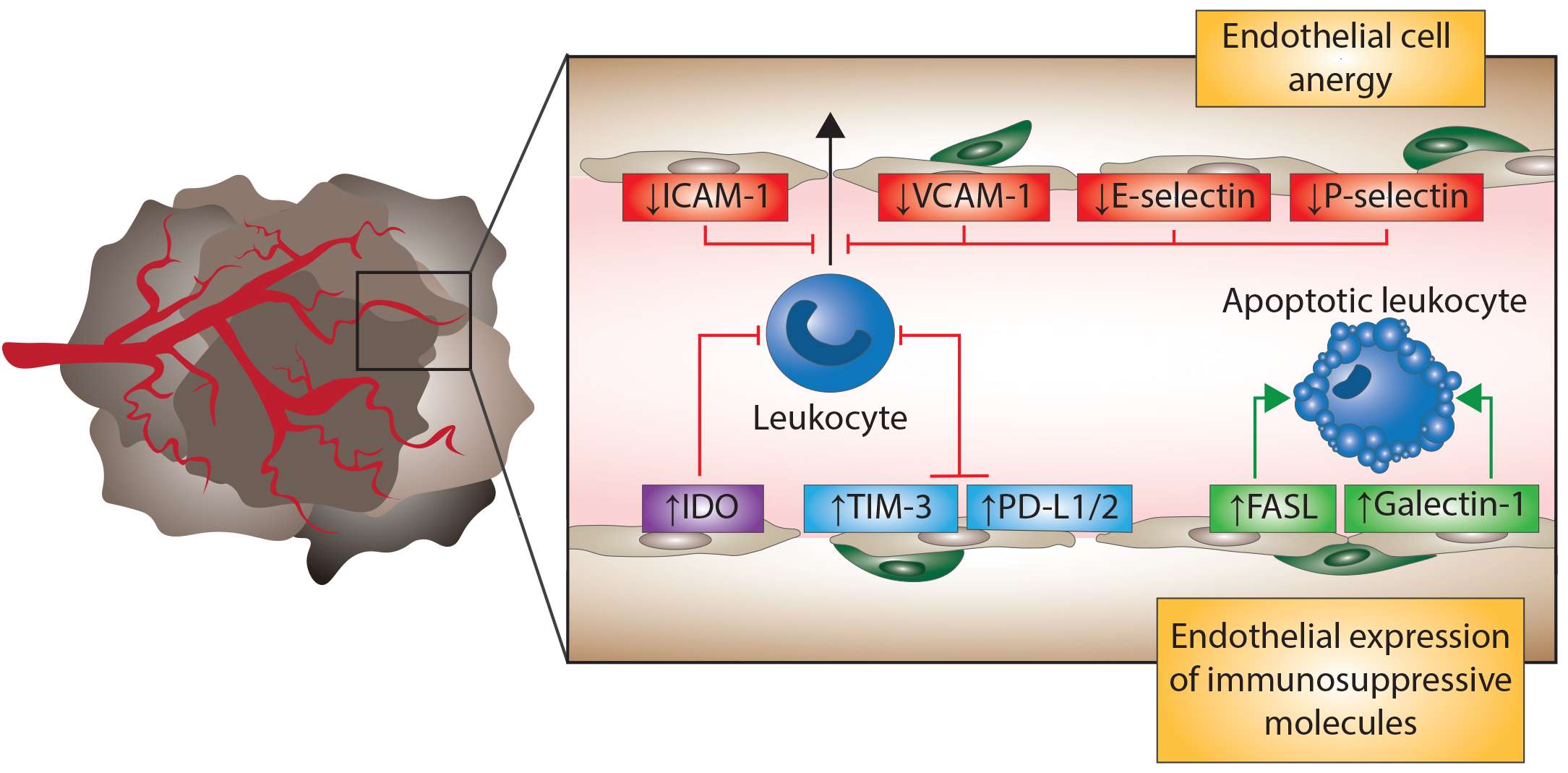
Meccanismi di soppressione immunitaria basati sulla vascolarizzazione. L'anergia delle cellule endoteliali tumorali è rappresentata dalla soppressione delle molecole di adesione endoteliale, come ICAM-1, VCAM-1 e E-selectina. La vascolarizzazione tumorale contribuisce all'aumento della soppressione immunitaria attraverso una maggiore espressione di molecole del checkpoint immunitario, come PD-L1 e IDO, che sopprimono la funzione dei leucociti. Inoltre, la vascolarizzazione del tumore esprime molecole, come FASL e galectina-1, che possono dare segnali di morte ai leucociti.

L'anergia delle cellule endoteliali è una condizione del processo di angiogenesi, in cui le cellule endoteliali, le cellule che rivestono l'interno dei vasi sanguigni, non rispondono più alle citochine infiammatorie . Queste citochine sono necessarie per indurre l'espressione delle molecole di adesione cellulare e consentire l'infiltrazione dei leucociti dal sangue ai punti di infiammazione nel tessuto, quali ad esempio i tumori. Questa condizione, che protegge il tumore dal sistema immunitario, è il risultato dell'esposizione a fattori di crescita angiogenici.
Oltre all'anergia delle cellule endoteliali, ci sono altri meccanismi vascolari che contribuiscono a sfuggire all'immunità, come l'espressione di molecole del checkpoint immunitario (es. PD-L1 /2) e proteine che possono fornire segnali di morte nei leucociti (fas ligando e galectina-1).

## Infiltrazione leucocitaria
La formazione di un infiltrato leucocitario nei punti di infiammazione dipende dall'interazione dei leucociti nel sangue con la parete vascolare. Questa interazione e l'extravasazione leucocitaria sono mediate da molecole di adesione cellulare presenti sia sui leucociti che sull'endotelio . Le cellule endoteliali normalmente esprimono bassi livelli di molecole di adesione, ma nei punti di infiammazione queste molecole di adesione vengono espresse a seguito dell'esposizione a citochine infiammatorie, come l'interleuchina 1, l'interferone gamma e il fattore di necrosi tumorale alfa.

## L'angiogenesi blocca l'infiltrazione leucocitaria
L'anergia delle cellule endoteliali è stata descritta per la prima volta nel 1996, quando è stato dimostrato che le cellule endoteliali in un tumore non sono in grado di sovra-esprimere le molecole di adesione (quali la molecola di adesione intercellulare-1 (ICAM-1, CD54), la molecola di adesione delle cellule vascolari-1 (VCAM-1, CD106) ed E-selectina (CD62E) ) in risposta alla stimolazione angiogenica da parte, ad esempio , del fattore di crescita dell'endotelio vascolare (VEGF) o del fattore di crescita dei fibroblasti (FGF). Il risultato dell'anergia delle cellule endoteliali in un tumore è che i leucociti non saranno in grado di raggiungere il tumore, ostacolando quindi la risposta immunitaria antitumorale. Oltre all'induzione dell'anergia delle cellule endoteliali, l'angiogenesi è immunosoppressiva a più livelli.

## L'anti-angiogenesi supera l'anergia delle cellule endoteliali e migliora l'immunoterapia
Poiché questa forma di soppressione immunitaria è mediata dalla stimolazione angiogenica, è stato dimostrato che la terapia anti-angiogenica potrebbe ripristinare l'anergia delle cellule endoteliali, consentire ai leucociti di infiltrarsi nei tumori e stimolare l'immunità antitumorale. Il superamento dell'anergia delle cellule endoteliali è alla base dell'attuale successo del trattamento clinico del cancro con una combinazione di terapia anti-angiogenica e immunoterapia, principalmente attraverso il blocco del checkpoint immunitario .

## Un programma embrionale
È stato suggerito che l'anergia delle cellule endoteliali si verifichi anche durante gli stadi embrionali per consentire uno sviluppo efficiente dell'embrione in assenza di risposta immunitaria e aiutare a proteggere l'embrione dalla risposta immunitaria materna . I tumori hanno dirottato questo processo per crescere sotto il supporto della soppressione immunitaria mediata dall'anergia delle cellule endoteliali.

## Storia
Il concetto di anergia delle cellule endoteliali è stato introdotto da Griffioen e collaboratori nel 1996.